# Stian Carstensen

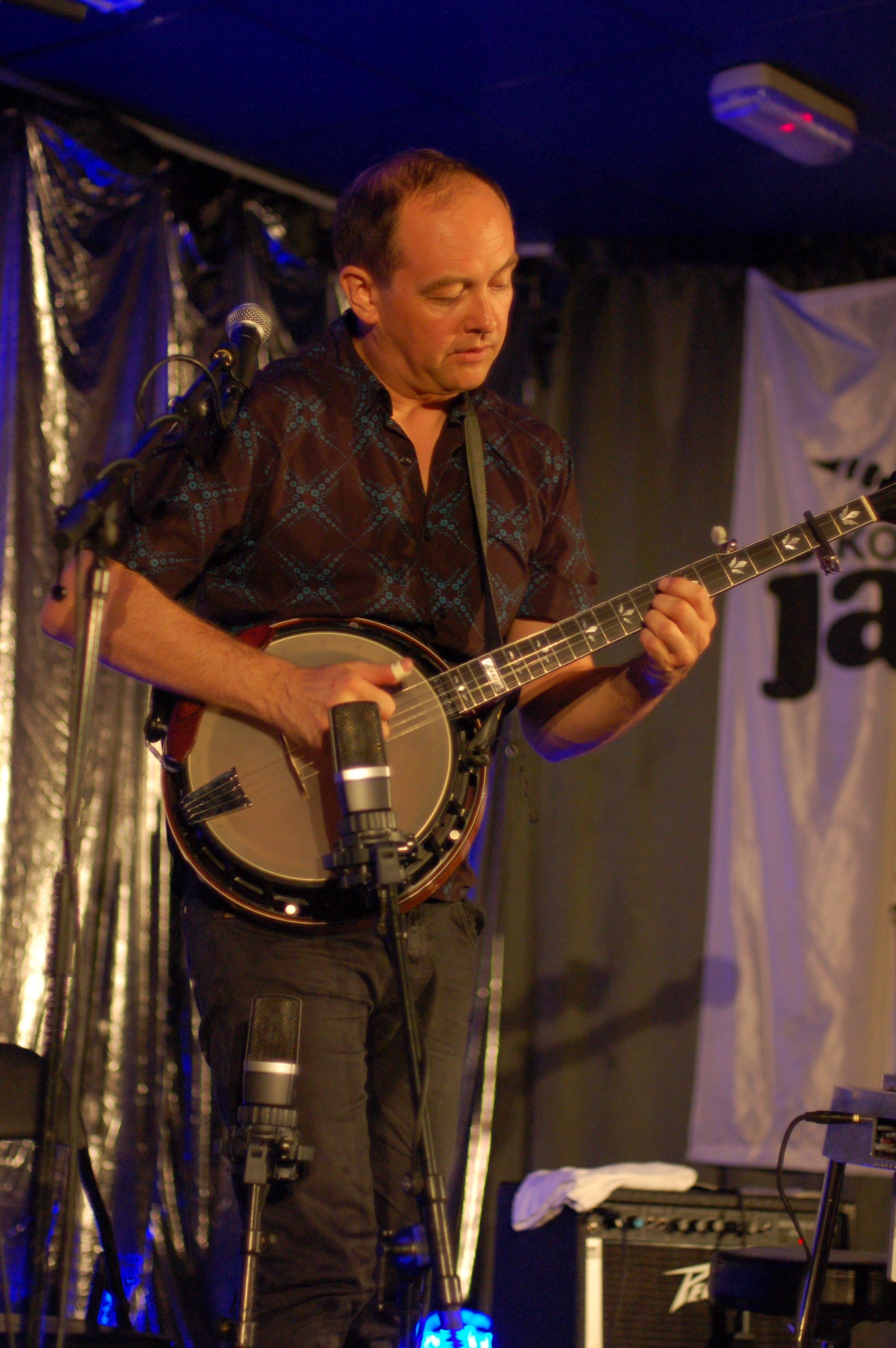
Stian Carstensen tijdens het Kongsberg Jazzfestival van 2011

Stian Carstensen (Eidsvoll, 5 januari 1971) is een Noorse jazz-accordeonist, -gitarist, banjospeler en -pianist.

## Biografie
Carstensen begon accordeon te spelen toen hij negen was, hij kreeg les van zijn vader en later vier jaar van een klassieke speler. Al snel speelde hij op radio, televisie en festivals, ook toerde hij in Amerika. Met zijn vader, een bassist, speelde hij swing. Toen hij 15 was speelde hij kort elektrische gitaar in een rockband, maar hij keerde terug naar de jazz en vormde met lokale musici een trio. Na een jaar als freelancer te hebben gewerkt studeerde Carstensen aan het conservatorium van Trondheim (1991-1993) en in die tijd richtte hij de groep Farmers Market op. De band was aanvankelijk een freejazz-kwintet, tot de groepsleden Bulgaarse volksmuziek ontdekten. Carstensen reisde naar Bulgarije, bezocht er dorpjes en bestudeerde de plaatselijke volksmuziek. Het resultaat van de studiereis was een op Moldejazz opgenomen live-album met de musici en vocalisten van Le Mystère des Voix Bulgares. Ook toerde hij vaak met Bulgaarse en Roemeense muzikanten.
Naast zijn interesse in deze muziek, ging hij zich ook bezighouden met bluegrass. Hij leerde vijfsnarige banjo in bluesgrass-stijl, ook nam hij lessen compositie en speelde in verschillende bop- en experimentele jazzgroepen. Op de tweede plaat van Farmers Market, een plaat met elementen van allerlei muziekstijlen, speelde de Bulgaarse saxofonist Trifon Trifonov als vervanger van Harvard Lund (1996).
In 1998 kreeg Carstensen een compositieopdracht voor het Vossajazz-festival. De muzikant voerde de compositie in april dat jaar uit met een groep, bestaande uit onder meer Django Bates en Ernst Reijseger. Het was een groot succes en Carstensen heeft daarna meer met deze groep gespeeld. Met Reijseger ging Carstensen ook als duo optreden.
In 2000 verscheen zijn album "Farmer's Market", waarna hij met de band op tournee ging en onder meer speelde op het North Sea Jazz Festival. In 2001 begeleidde Carstensen de zangeres Silje Nergaard tijdens een promotietournee voor het album "Port of Call". In 2005 speelde hij de accordeonist in de film "MirrorMask" van Dave McKean.
Carstensen is te horen op opnames van onder meer David Lindley, Sigurd Kohn, Kaizers Orchestra, Jimmy Rosenberg, Mathias Eick en Secret Garden.

## Discografie
- SPEED/BALKAN/BOOGIE (Farmers Market), Kirkelig Kulturverksted, 1995
- Musikk fra Hybridene (Music from the Hybrides). Kirkelig Kulturverksted, 1997
- Farmers Market, Winter & Winter, 2000
- Backwards Into the Backwoods, Winter & Winter, 2004
- Surfin' USSR (Farmers Market), Ipecac Records, 2008
- Slav to the Rhythm, Division Records, 2012